# 고사리역
고사리역(Gosari station, 古士里驛)은 강원특별자치도 삼척시 도계읍에 위치한 영동선의 철도역이다.
2007년 6월 1일자로 여객취급이 중단되어 현재 여객 열차가 정차하지 않는다.

## 역명 유래
고사리가 많이 나서 붙여진 이름으로, 일설로는 마을 앞산이 험난 하여 옛날에 사람들이 많이죽었다는 것을 의미하여 "고살"리아고도 한데서 유래되었다.

## 연혁
- 1940년 7월 31일 : 보통역으로 영업 개시[1]
- 1958년 1월 1일 : 역사 신축 이전
- 1975년 12월 5일 : 통표폐색에서 기계연동폐색방식으로 변경
- 1988년 1월 1일 : 수소화물 취급 중지[2]
- 1996년 1월 1일 : 승차권 차내취급역 지정
- 2000년 6월 1일 : 하고사리역을 고사리역에서 관리.
- 2004년 9월 1일 : 화물 취급 중지[3]
- 2007년 6월 1일 : 여객 취급 중지
- 2008년 12월 8일 : 간이역으로 격하

## 사진

역사 (광장쪽)
역사 (선로쪽)
승강장